# Chitipa
Chitipa é um distrito do Malawi localizado na Região Norte. Sua capital é a cidade de Chitipa.